# 정준원 (1988년)
정준원(1988년 1월 13일 ~ )은 대한민국의 배우이다. 텔레비전 시리즈 언젠가는 슬기로울 전공의생활에서 맡은 역할로 잘 알려져 있다.

## 학력
- 대명중학교 (졸업)
- 영동고등학교 (졸업)
- 서울예술대학교 (졸업)

## 출연작

### 영화
- 《탈주》 (2024년) - 박준평 소위 역
- 《신체모음zip》 (2023년) - 재필 역
- 《힘을 내요, 미스터 리》 (2019년) - 충식 역
- 《어린 의뢰인》 (2019년) - 건우 역
- 《페르소나 - 밤을 걷다》 (2019년) - K 역
- 《하코다테에서 안녕》 (2019년) - 현오 역
- 《독전》 (2018년) - 강덕천 역
- 《모르는 여자》 (2018년) - 현오 역
- 《리틀 포레스트 (2018년 영화)》 (2018년) - 훈이 역
- 《더 테이블》 (2017년) - 창석 역
- 《박열 (영화)》 (2017년) - 김중한 역
- 《채씨 영화방》 (2016년) - 최군 역
- 《동주 (영화)》 (2016년) - 조선유학생 1 역
- 《프랑스 영화처럼》 (2016년) - 시인 역
- 《조류인간》 (2015년) - 낯선 2 역
- 《멜로영화》 (2013년)

### 드라마
- 《언젠가는 슬기로울 전공의생활》 (tvN, 2025년) - 구도원 역
- 《모범가족》 (Netflix, 2022년) - 최경우 역
- 《허쉬》 (JTBC, 2020년) - 최경우 역
- 《KBS 드라마 스페셜 - 굿바이 비원》 (KBS2, 2019년) - 정현준 역
- 《VIP》 (SBS, 2019년) - 차진호 역
- 《동네변호사 조들호 2: 죄와 벌》 (KBS2, 2019년) - 국종복 역
- 《KBS 드라마 스페셜 - 잊혀진 계절》 (KBS2, 2018년) - 허윤기 역
- 《메디컬 탑팀》 (MBC, 2013년)

## 수상 및 후보
| 연도 | 시상식       | 부문        | 작품                         | 결과 |
| ---- | ------------ | ----------- | ---------------------------- | ---- |
| 2019 | KBS 연기대상 | 남자 신인상 | 동네변호사 조들호 2: 죄와 벌 | 후보 |